# Villanueva (Allande)
Villanueva (en eonaviego, Vilanova) es un lugar perteneciente a la parroquia de San Salvador del Valledor, en el concejo de Allande, comarca del Narcea, Principado de Asturias, España.